# Firnis

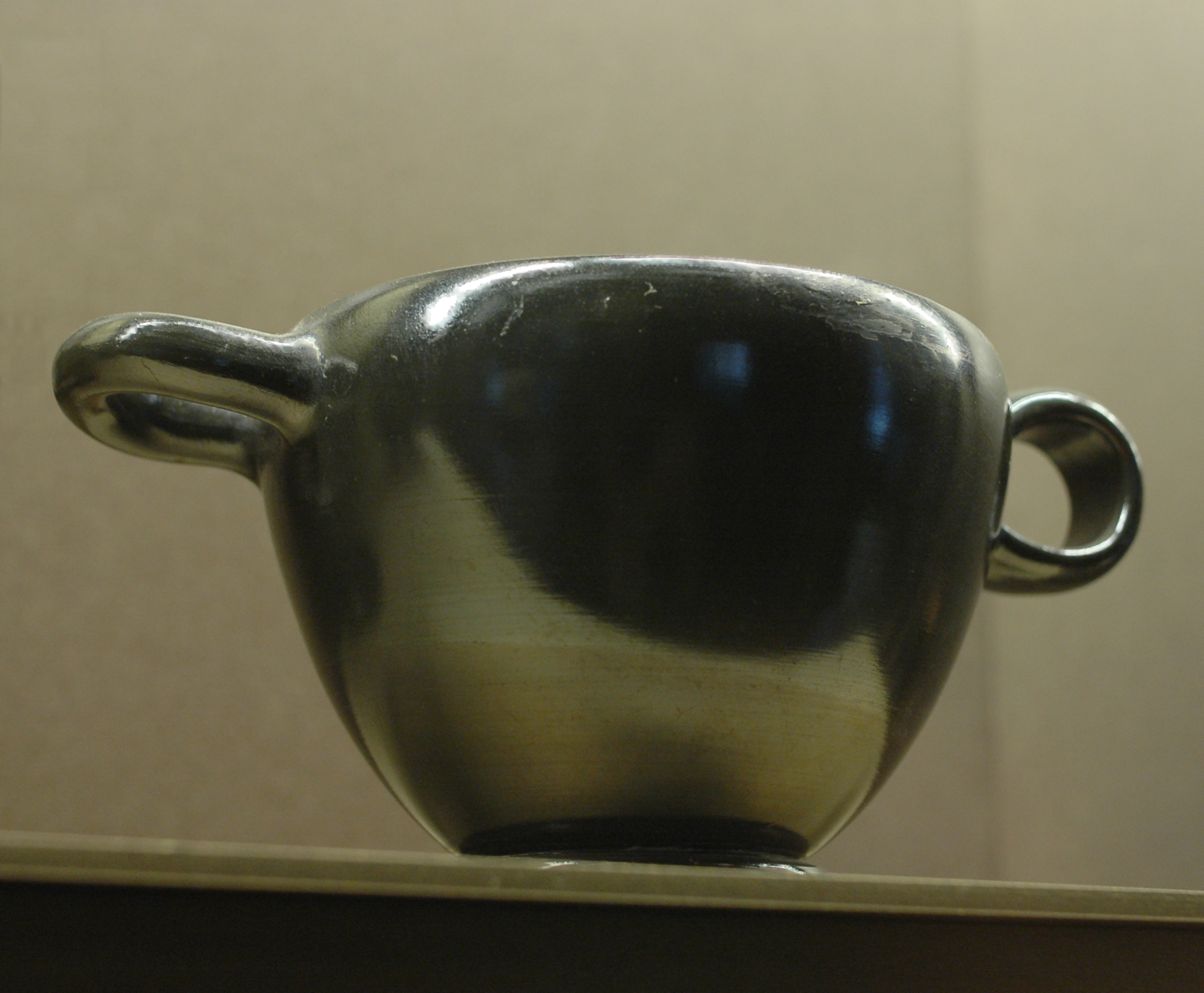
Przykład greckiej ceramiki pokrytej firnisem (czarnopokostowanej)

Firnis (niem. werniks, z łac. vernix, vernisium) – rodzaj materiału do angobowania wyrobów ceramicznych stosowany w starożytnej Grecji.
Sporządzany z glinki zawierającej tlenek żelaza, zmieszanej z węglanem sodu i węglanem potasu, z dodatkiem wywarów roślinnych, po przefermentowaniu. Powlekano nim naczynia, następnie suszono, malowano i wypalano. Podczas wypalania firnis ulegał stopieniu, trwale łączył się z podłożem i wskutek redukcji tlenu zyskiwał odpowiednią barwę.
Naczynia wypalano w temperaturze 600–800 °C, kontrolując dopływ tlenu.
Najpierw stosowano atmosferę utleniającą, następnie redukcyjną (w tej fazie tlenki żelaza zawarte w glince przybierały kolor od fioletowego do czarnego). Po tym następował etap utleniający, w którym naczynie otrzymywało lśniącą powierzchnię odporną na wodę.
Technika ta odegrała ważną rolę w malarstwie wazowym w stylu czarnofigurowym i czerwonofigurowym.

Efekt firnisowania ceramiki próbował odtworzyć w XVIII wieku J. Wedgwood w wyrobach czarnej ceramiki bazaltowej.